# Melissodes grindeliae
Melissodes grindeliae är en biart som beskrevs av Cockerell 1898. Melissodes grindeliae ingår i släktet Melissodes och familjen långtungebin. Inga underarter finns listade i Catalogue of Life.